# Sándor Bíró
Sándor Bíró (Füzesabony, 19 d'agost de 1911 - Budapest, 7 d'octubre de 1988) fou un futbolista hongarès de la dècada de 1930.
Jugava de defensa. Fou internacional amb la selecció hongaresa en 54 ocasions, entre 1932 i 1946, participant en els Mundials de 1934 i 1938. Pel que fa a clubs, jugà entre 1933 i 1938 al MTK Hungária FC.